# Institut National des Appellations d'Origine

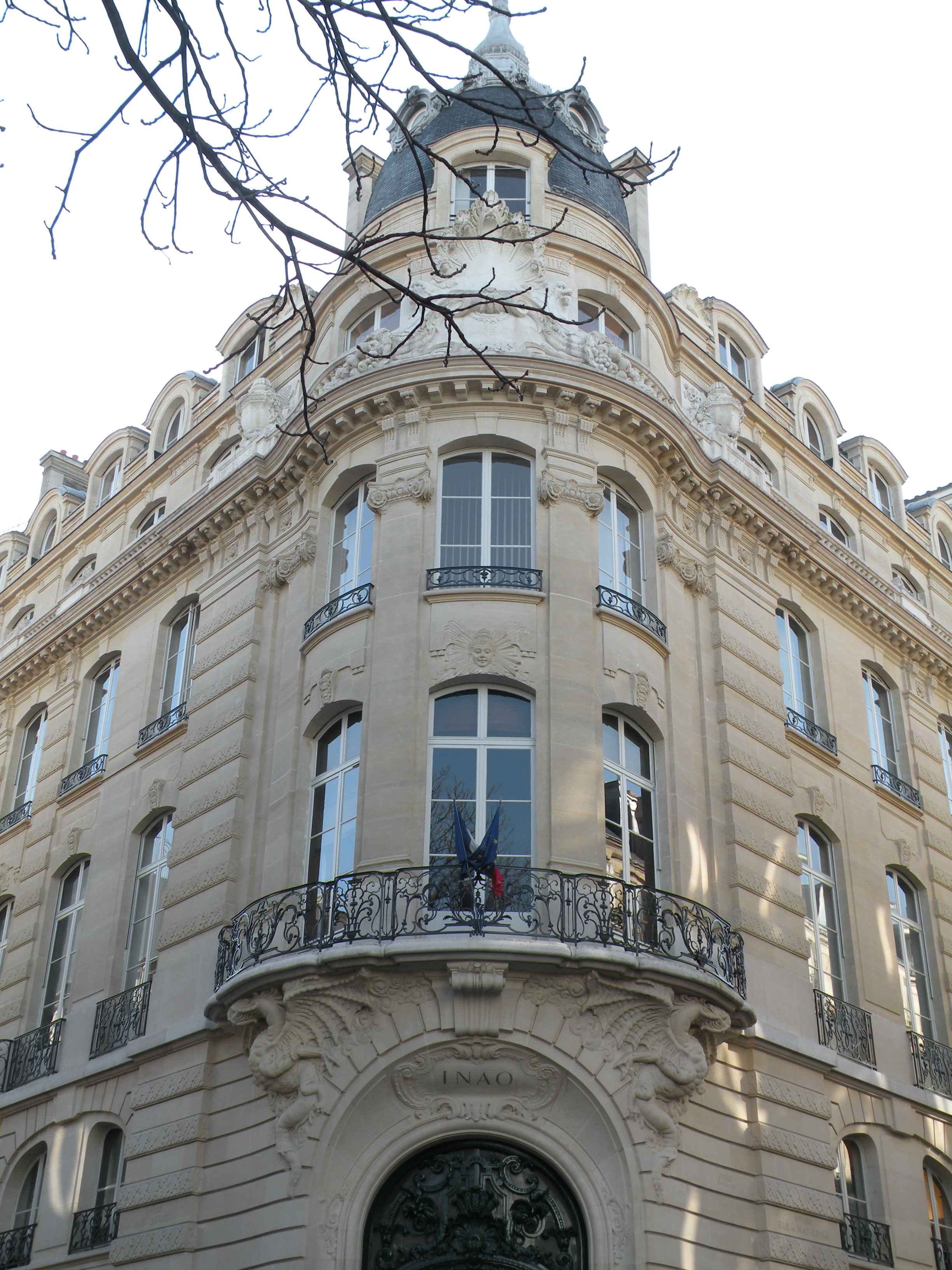
Zetel van het Institut National des Appellations d'Origine in Parijs

Het Institut National des Appellations d'Origine (INAO) is het Franse instituut dat de keurmerken voor agrarische producten uitgeeft.
Het INAO beheert een zestal verschillende Franse typen van keurmerken:
- AOC – zuivelproducten (appellation d'origine controlée voor kaas, boter)
- AOC – wijnen (appellation d'origine controlée voor wijn, champagne, muscat, armagnac, cognac)
- AOC – overige landbouwproducten (appellation d'origine controlée voor olijfolie, olijven, noten, honing, appels, etc.)
- AOR – eaux de vie (appellation d'origine reglementée voor: marc, eaux de vie de cidre, eaux de vie de marc, eaux de vie de poire, eaux de vie de vin, gewürztraminer)
- VDQS – wijnen (Vins délimités de qualité superieur)
- IGP – landbouwproducten (indication géographique protégée voor producten als vlees, kaas, cider, groente, fruit).

De eisen zijn per product vastgelegd door de INAO. Het keurmerk geeft aan dat het product een product is dat gegarandeerd de kenmerken heeft van de producten van de streek van afkomst. Het houdt dus een strikte band in tussen product en streek. De productiewijze is vastgelegd in een decreet, gebaseerd op de lokale manier van werken, maar wel dusdanig dat kwaliteit gegarandeerd kan worden.

Producten met een keurmerk van INAO worden gecontroleerd, worden geanalyseerd op hun bestanddelen, maar ook de manieren waarop de producten groeien / het vee gevoed wordt, worden gecontroleerd.
Het eerste gestandaardiseerde wijnproefglas is door het INAO vastgelegd.

## Europa
De Europese Unie heeft in 1992 vastgelegd dat producten naar afkomst beschermd mogen worden. Niet iedereen mag namen zomaar toepassen voor vergelijkbare producten. Voor de Franse producten is de INAO aangewezen om te administreren en te controleren.

De EU onderscheidt twee categorieën van kenmerken:
- AOP – Appellation d'orgine protégée = beschermde oorsprongsbenaming (BOB)
- IGP – Indication géographique protégée = beschermde geografische aanduiding (BGA).

De AOP is vergelijkbaar met de AOC en houdt een zeer sterke band tussen streek en product in: hetzelfde product kan niet zonder verlies van karakteristieke eigenschappen gemaakt worden in een andere regio. Voor IGP geldt dit ook, maar in minder sterke mate.
Apart is in 1999 het een en ander geregeld voor de wijnen. Toen is de VQPRD-keur vastgelegd in wetgeving:
- VQPRD – Vins de Qualité Produits dans une Région Déterminée.

De VQPRD omvat zowel de Franse AOC-keur als de VDQS-keur.